# Catherine Deneuve
Catherine Deneuve, francoska igralka, * 22. oktober 1943, Pariz.
Catherine Deneuve je francoska filmska igralka. Nastopila je v mnogih filmskih vlogah, mdr. v filmih Black Diamond, Persepolis, The Musketeer, The Hunger, itd.